# Sauda
Sauda er en kommune og en by Rogaland Fylke i Norge med 4.796 indbyggere. Søen og fjorden har altid været grundlag for industrien.

## Personer fra Sauda
- Hans Frette (1927–1989), stortingspolitiker
- Odd Bondevik († 2014), biskop
- Svein Mathisen (1952–2011)
- Kjartan Fløgstad, forfatter
- Bjørn Eidsvåg, prest og musiker
- Hildeborg Juvet Hugdal[1]